# Udren Zom
Udren Zom je hora vysoká 7 140 m n. m. (7 108 m dle jiných zdrojů) nacházející se v pohoří Hindúkuš v Pákistánu. Vrchol Udren Zom leží jižně od hřebene, který tvoří hranici mezi jižní pákistánskou provincií Chajbar Paštúnchwá a afghánskou provincií Badachšán.

## Prvovýstup
Prvovýstup severního vrcholu provedli 19. srpna 1964 dva rakouští horolezci Gerald Gruber a Rudolph Pischinger. Horst Schindelbacher dosáhl následně vrcholu 22. srpna. Centrální vrchol vysoký 7 080 m byl nejprve vylezen v roce 1977. Dále na jih se nachází jižní vrchol 7 050 m. První výstup jižního vrcholu proběhl v roce 1967. Severně od severního vrcholu vzdálený 2 km leží 7 083 m vysoký vrchol Kohe Shakhawr.